# Ålands Zukunft
Ålands Zukunft (schwedisch Ålands Framtid; finnisch Ahvenanmaan tulevaisuus, Abkürzung ÅF) ist eine separatistische und liberale Partei in Åland. Sie tritt für die politische Unabhängigkeit der Region vom finnischen Staat ein.

## Geschichte
Die Partei wurde vor der Parlamentswahl in Åland 2003 gegründet. Wichtigste Person der Partei war der erste Parteivorsitzende Anders Eriksson, welcher zuvor Abgeordneter im Lagting und Wirtschaftsminister des Åländischen Zentrums gewesen ist. Die Wahlergebnisse verbesserten sich in den ersten Jahren bis 2011, gingen von 2011 bis 2015 jedoch wieder zurück. Bei der Parlamentswahl im Jahr 2015 erzielte Ålands Zukunft 7,4 Prozent der Stimmen. Sie stellte damit zwei der 30 Abgeordneten im Lagting, dem Parlament Ålands. Dort wird sie von Axel Jonsson und Brage Eklund vertreten. Da Axel Jonsson am 3. Oktober 2018 sein Amt als Parteivorsitzender niederlegte, wurde Pia Eriksson neuen Parteivorsitzende. Bei der Wahl 2019 fiel sie auf 4,6 Prozent und einen Sitz zurück.

## Ausrichtung
Die wichtigste Parteiposition von Ålands Zukunft ist die Unabhängigkeit Ålands von Finnland mit dem Ziel eines eigenen Staates. Um den Sinn dieses Vorhabens zu begründen, legte die Partei mehrere Konzepte zur Umsetzung dieses Projekts vor. Im Zuge des Staatsselbstverständnisses der Inselgruppe wird von der Partei in besonderem Maße die Demilitarisierung und Neutralitätsverpflichtung betont, die im Falle der Unabhängigkeit die Grundlage des staatlichen Handelns in der Außenpolitik sein soll, um nicht nur in Åland den Frieden zu sichern, sondern auch in der internationalen Gemeinschaft für eine Abrüstungspolitik zu werben.
Der einzelne Mensch soll unabhängig vom Geschlecht dieselben Rechte und Pflichten erhalten, wobei er seine eigene Persönlichkeit frei entfalten kann. Diese Freiheit muss jedoch auch mit sozialer Entwicklung und Verantwortung in Einklang gebracht werden. Als sehr zentral wird auch die Freiheit im Unternehmertum angesehen. Allerdings ist der Sprachenschutz des Schwedischen in allen Bereichen mitzubedenken. Auch die Wahrung der Umwelt ist zentraler Bestandteil der politischen Arbeit.
Obwohl die Partei die Unabhängigkeit von Finnland insbesondere auch zur Wahrung der schwedischsprachigen Kultur anstrebt, spricht sie sich explizit gegen eine isolierte Gesellschaft aus. Stattdessen steht sie für eine weltoffene Politik, welche sich sowohl für die Europäische Union als auch für Einwanderung von Fachkräften, zum Beispiel im Pflegebereich, einsetzt.

## Wahlergebnisse

### Parlamentswahlen (Åland)
| Wahl | Mandate (von 30) | Stimmen | Prozent |
| ---- | ---------------- | ------- | ------- |
| 2003 | 2                | 0.800   | 6,5     |
| 2007 | 2                | 1.069   | 8,3     |
| 2011 | 3                | 1.286   | 9,9     |
| 2015 | 2                | 1.016   | 7,4     |
| 2019 | 1                | 0.659   | 4,6     |
| 2023 | 0                | 0.403   | 2,9     |